# Фран Крсто Франкопан
Фран Крсто Франкопан (хорв. Fran Krsto Frankopan, 6 березня 1643, Босильєво, Хорватія — 30 квітня 1671, Вінер-Нойштадт, Австрія) — хорватський політик, громадський діяч і поет. Належав до одного з найвпливовіших і шляхетних хорватських дворянських родів — Франкопанів. Страчений за участь в антигабсбурзькій змові (1670).

## Життєпис

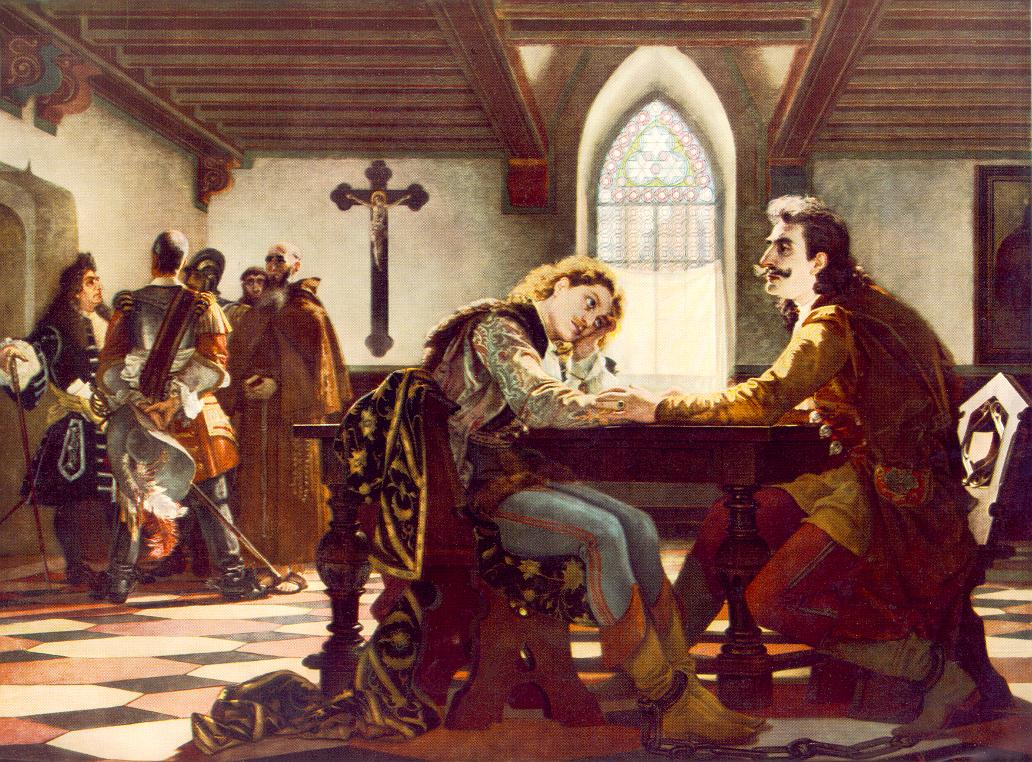
Фран Крсто Франкопан і Петар Зринський

Народився в Босильєво, селищі в Горському Котарі. Був головою дому Франкопанів і одним з найвпливовіших людей свого часу в Хорватії.
Фран Крсто Франкопан виступив одним з організаторів змови Зринських-Франкопана, спрямованої проти Габсбургів, у володіння яких входила на той час Хорватія. Наприкінці березня 1670 року Франкопан виголосив промову в Загребі, закликаючи городян до повстання, однак цей заклик не був підтриманий широкими колами хорватського суспільства.
Переконавшись, що змова приречена на провал, Петар Зринський і Фран Крсто Франкопан прибули у Відень, щоб добровільно постати перед судом. Обидвох ув'язнили і після тривалого процесу у справі про державну зраду обом був винесений смертний вирок, який був приведений до виконання 30 квітня 1671 року у Вінер-Нойштадті.

## Творчість
Поетична спадщина Франа Франкопана була виявлена лише за 200 років після його смерті. Він писав кайкавським діалектом хорватської мови. Численні вірші були написані ним вже під час ув'язнення. Збірка «Сад розваг» містить вірші різних жанрів: анакреонтична поезія, ідилія, вірші-роздуми, релігійна лірика. У збірці «Пісні молодецькі» містяться вірші, близькі за духом до фольклорної поетики. Фран Франкопан першим ввів у лірику народний вірш-десятискладовик. Окрім написання власних віршів, Франкопан займався перекладами на хорватську з інших мов, зокрема, у в'язниці він переклав на хорватську «Жоржа Дандена» Мольєра.

## Пам'ять

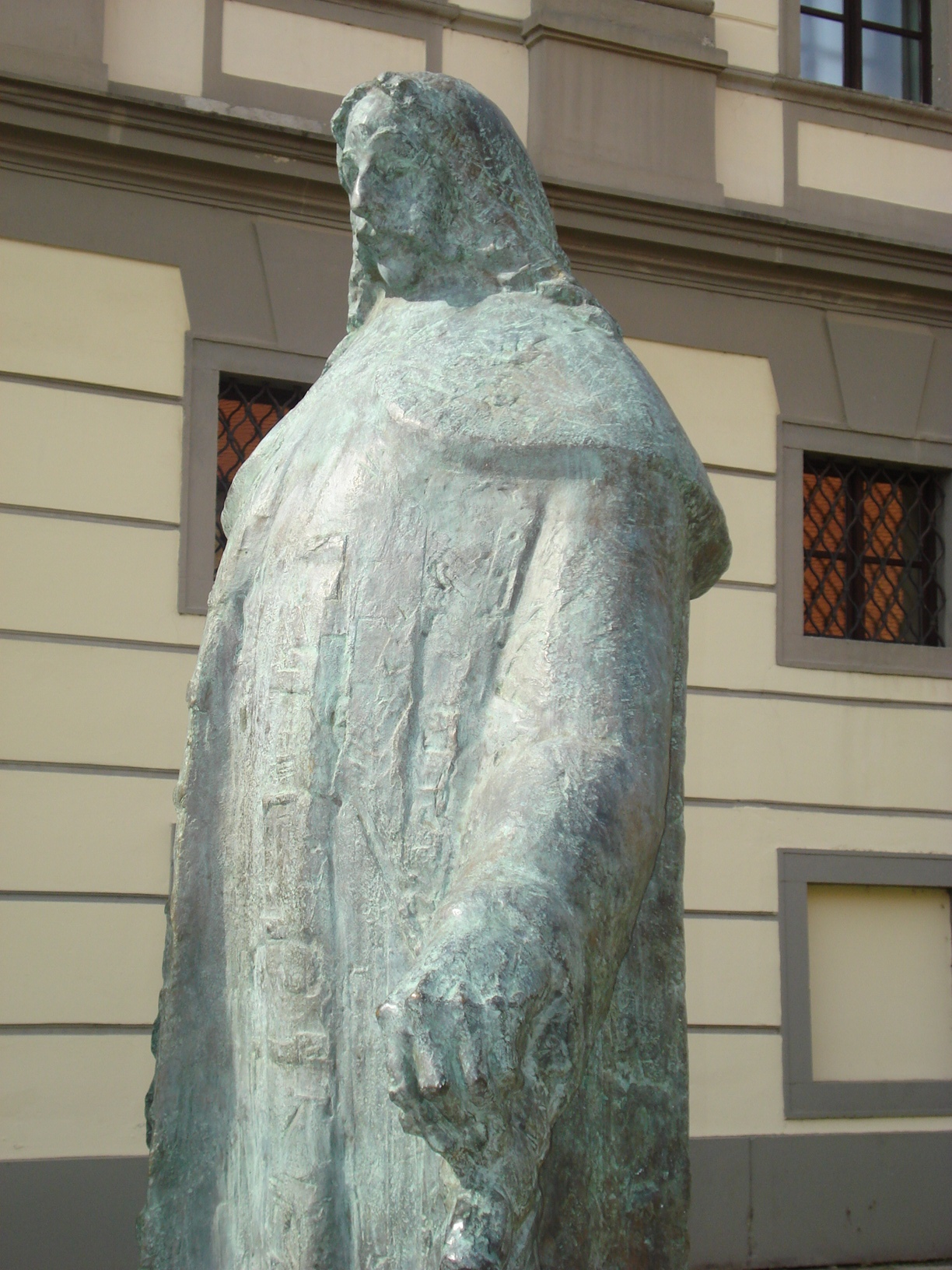
Пам'ятник Франкопану в Чаковці

З розпадом Австро-Угорщини після завершення першої світової війни рештки Петра Зринського і Франа Крста Франкопана були перенесені в крипту Загребського собору.
У сучасній незалежній Хорватії Фран Крсто Франкопан вшановується як герой боротьби за свободу Хорватії.
Портрети Франа Франкопана та Петра Зрінскі були на аверсі купюри в 5 кун (нині виведена з обігу).